# Associação Esportiva Flamengo
A Associação Esportiva Flamengo, comumente chamado de Flamengo e com o acrônimo AEF, é uma agremiação brasileira dedicada exclusivamente ao futebol com sede na cidade de Nossa Senhora das Dores, no estado de Sergipe. É conhecido regionalmente como Flamengo de Dores, mas em sua cidade ele é chamado pelos torcedores simplesmente de Flamengo do Campo Velho. Foi fundado em 21 de Outubro de 1960 e suas cores são o preto e o vermelho.
Disputou o primeiro Campeonato Sergipano do Interior no ano de 1971, ficando em segundo colocado, atrás do Itabaiana, sendo vice-campeão do interior naquele ano, este ano também conseguiu sua melhor campanha terminando em terceiro lugar geral. Possuí entre sua galeria de título conquistas de Regionais e campeonatos municipais.
Seu estádio, o Estádio Raul Gomes, fica situado em Nossa Senhora das Dores, no Bairro Campo Velho, tendo por apelido o nome de Campo Velho. Atualmente possui capacidade para aproximadamente 2.000 pessoas. O clube tem como Presidente Wilson dentista.
Seu maior rival municipal é o Dorense onde protagonizam o Derby de Dores, mas possui ainda rivalidades intermunicipais contra o Rio Branco da cidade de Capela.  Dentre vários jogadores que se consagraram ídolos, destacam-se Didica, Zé de Neném e Emerson. Participou dos campeonatos sergipanos entre os anos de 1960 e 1980.
Está em processo de profissionalização, por enquanto disputará o Campeonatos Sergipano Sub-13, 15 e 17, em 2021 disputará o Campeonato Sergipano de Futebol - Série A2 de 2021

## História
Em 1960 foi fundado por um grupo de amigos junto com a família Orestes de Andrade, o clube nos primeiros anos conquistou a camada popular da cidade, diferente do seu rival que possuía a cama mas rica do município. O clube se destacou também pelos grandes bailes que ocorria em sua sede localizado no centro da cidade de Nossa Senhora das Dores, foi a partir daí que começou a grande rivalidade com o Dorense.
A história do clube abre um grande parenteses na história da cidade, o clube esteve a alegrar os grandes momentos de declínio do município quando era época de seca. Suas cores oficiais são vermelho e preto, devido a família ser torcedores do Flamengo do Rio de Janeiro, além disso, o seu escudo também tem semelhança com o clube rubro-negro carioca. 
O clube filiou-se a Federação Sergipana de Futebol em 1971.

### Dívidas e leilão da sede social
Em 2016 a Justiça do Trabalho de Sergipe colocou em leilão a sede social do cube para que pudesse ser pagas algumas dívidas trabalhistas do clube. De todo o patrimônio do clube o que restou foi apenas o seu estádio, que possui uma grande área encavada em um dos bairros mais populares da cidade.
Segue um trecho do julgamento:

"Imóvel onde se localizava a sede da Associação Esportiva Futebol Flamengo, imóvel em ruínas, medindo aproximadamente 07m (frente) x 30m (fundo), situado entre os imóveis sob números 149 e 135, de frente para o imóvel nº. 142, localizado na Rua Walter de Souza, s/nº, Centro, Nossa Senhora das Dores. Obs:Não há registro do imóvel no Cartório do 2º Ofício da Comarca de Nossa Senhora das Dores."

## Títulos
Campeão Invicto

### Futebol Masculino
| MUNICIPAIS | MUNICIPAIS           | MUNICIPAIS | MUNICIPAIS                                                 |
|            | Competição           | Títulos    | Temporadas                                                 |
| ---------- | -------------------- | ---------- | ---------------------------------------------------------- |
|            | Taça Cidade de Dores | 10         | 1963, 1964, 1967, 1971, 1972, 1980, 1988, 1990, 1992, 1993 |
| TOTAL      |                      |            |                                                            |
|            | Competição           | Títulos    | Temporadas                                                 |
|            | Títulos oficiais     | 7          | 10 Municipal                                               |

#### Campanhas
- Campeonato Sergipano do Interior: Vice-campeão (1971)

## Desempenho em Competições

### Campeonato Sergipano - 1ª Divisão
| Ano  | Posição |
| 1971 | 3º      |
| 1973 | 8º      |

### Derby de Dores
O Flamengo faz um dos mais acirrados clássicos do interior Sergipano contra o Dorense, em um jogo que é chamado localmente de Derby. Seus jogos são marcados por muita tensão entre os times e, principalmente, entre as torcidas, não sendo incomum a ocorrência de conflito entre os torcedores. O Flamengo ainda quando ambos eram amador, chegou primeiro à uma final do estadual amador, que contava com Itabaiana e outros clubes tradicionais da capital e do interior. Já o Dorense ostenta um título Sergipano (Série A2) e seis títulos da Taça de Dores. As duas equipes já fizeram clássicos inesquecíveis, como nos estaduais amadores da década de 1970 e 1980, onde o Dorense chegou a eliminar seu  rival na sua própria casa. Hoje a rivalidade amenizou mais devido ao profissionalismo do clube colorado, sendo que o Flamengo até hoje se encontra na categoria amadora.
| Terça-feira, 12 de maio 2015 19h30' | Dorense | 1 – 0     | Flamengo | Ariston Azevedo, Nossa Senhora das Dores |
|                                     | Cícero  | Relatório |          |                                          |